# Vojvođanska
La rue Vojvođanska (en serbe cyrillique : Војвођанска), « rue de la Voïvodine », est située à Belgrade, la capitale de la Serbie, dans la municipalité urbaine de Novi Beograd.

## Parcours
La rue Vojvođanska prend naissance au carrefour des rues Zemunska et Gandijeva. Elle s'oriente vers le sud-ouest, croise la rue Dušana Vukasovića et se termine sur un carrefour giratoire qui la relie aux rues Surčinska (sur sa droite), Vinogradska (dans son prolongement) et Dr Ivana Ribara (sur sa gauche).

## Architecture
L'église Saint-Georges de Bežanija est située 70 rue Vojvođanska ; elle a été construite en 1878 et est inscrite sur la liste des biens culturels protégés de la ville de Belgrade.

## Éducation
L'école maternelle Ljubičica se trouve au n° 72.
L'école élémentaire Jovan Sterija Popović est situé au n° 61 et l'école Milan Rakić au n° 62.

## Économie
Le marché de Bežanija (en serbe : Pijaca Bežanija) est situé au n° 56 de la rue.

## Transports
La rue est desservie par trois lignes de bus de la société GSP Beograd, les lignes 45 (Blok 44 – Zemun Novi grad), 71 (Zeleni venac – Bežanija) et 601 (Gare principale – Surčin).